# Transformers (videogioco 2003)
Transformers (トランスフォーマー?, Toransufōmā) è un videogioco d'azione pubblicato dalla Takara nell'ottobre 2003 per PlayStation 2, esclusivamente in Giappone. È basato sul popolare franchise Transformers. Durante le prime fasi dello sviluppo i mass media avevano fatto credere che il videogioco si sarebbe chiamato Transformers: Tatakai, un titolo che ancora oggi viene molto utilizzato dai fan per distinguere questo titolo da altri della stessa serie..